# Александрова, Валентина Егоровна
Валентина Егоровна Александрова (Горшкова) — советский хозяйственный деятель, Герой Социалистического Труда.

## Биография
Родилась в 1927 году в Рогачевской волости Сергиевского уезда. Член КПСС.
В 1941—1984 — колхозница полеводческой бригады, звеньевая комсомольско-молодежного звена колхоза «Труд» Загорского района Московской области.
Указом Президиума Верховного Совета СССР от 9 июня 1950 года присвоено звание Героя Социалистического Труда с вручением ордена Ленина и золотой медали «Серп и Молот».
Делегат XXV съезда КПСС.
Умерла в 1994 году в Сергиево-Посадском районе Московской области.

## Награды и звания
- Герой Социалистического Труда (09.06.1950)
- Орден Ленина (09.06.1950)
- Орден Трудового Красного Знамени (04.03.1949)